# Cambrai-Kaserne
Die Cambrai-Kaserne war eine Garnison in Bremen, in der 1935 bis 1939 Wehrmachtseinheiten der Panzerjägertruppe der 22. Infanteriedivision stationiert waren. Benannt wurde die Anlage von den Nationalsozialisten nach der französischen Stadt Cambrai, um an die im Ersten Weltkrieg geführte Schlacht von Cambrai zwischen Truppen der Entente und des Deutschen Kaiserreichs zu erinnern. Nach dem Zweiten Weltkrieg erfolgte zunächst eine zivile Nutzung. 1961 übernahm die Bundeswehr die Kaserne hauptsächlich für die Einlagerung von Geräteeinheiten. Sie gab die militärische Nutzung 1994 auf. Im Rahmen der zivilen Konversion entstand im östlichen Teil der ehemaligen Militärliegenschaft am Niedersachsendamm ein Wohnviertel sowie im westlichen Bereich ein Gewerbegebiet.

## Militärische Nutzung

### Weimarer Republik und NS-Staat
Bereits in der Weimarer Republik wurde entgegen der Auflagen des Versailler Vertrages die Aufrüstung der Reichswehr verdeckt betrieben. Am 29. September 1928 erfolgte die Verabschiedung eines ersten Rüstungsprogramms. Bereits ab 30. Juli 1929 fanden zwischen dem Deutschen Reich und Bremen Verhandlungen über Neu- und Umbau von Kasernen statt. Von Bremen wurde aufgrund der Haushaltslage des Reichsfiskus die Vorfinanzierung der Maßnahmen verlangt. Hieran konnten die Nationalsozialisten bei ihrem Ziel der Aufrüstung der Wehrmacht anknüpfen. Am 3. Mai 1934 trafen sich Vertreter der Reichswehr mit dem regierenden Bürgermeister Richard Markert, Senatoren und weiteren Repräsentanten der Stadt Bremen. Die Hansestadt sollte ein Divisionskommando, eine Nachrichteneinheit und bei Bereitstellung von weiterem geeigneten Gelände eine technische Truppe erhalten. Nach einer am selben Tag durchgeführten Besichtigung von Flächen in Bremen-Huckelriede bot Bremen am 5. Mai 1934 der Reichswehr diesen Standort im Umfang von 21,5 Hektar für zwei Kasernenneubauten, ein 15 Hektar großes Übungsgelände in der „Flutrinne“, das heute der Werdersee bedeckt, und etwa 6 Hektar für Schießstände an. Am 16. Mai 1934 kam es zum Abschluss eines Kaufvertrages, wobei sich Bremen zur kostenfreien Überlassung und Erschließung der Grundstücke verpflichtete. Am 16. Juni 1934 folgte noch ein Nachtragsvertrag. Im Dezember 1934 begannen nach letzten Abstimmungen mit dem Stadtplanungsamt die Erdarbeiten an der späteren Hindenburg- und Cambrai-Kaserne. Am 4. Mai 1935 fand das Richtfest für beide Militäranlagen statt.
Die Kasernengebäude wurden mit hellrotem Edelputz versehen. Die Sockel sind mit Klinkersteinen ausgeführt. Zudem zieren die Gebäude der Cambrai-Kaserne im Bereich der Treppenhäuser auf Höhe des ersten Obergeschosses Feldherrnköpfe, unter anderem von Seeckt, Hindenburg, Moltke, Roon, Gneisenau und Friedrich der Große. Am Stabsgebäude wurde ein Hoheitsadler über dem Eingang angebracht. Es entstanden ein Gebäude für den motorisierten Abteilungsstab, drei Unterkunftsgebäude für die 1. bis 3. Kompanie, ein Wirtschaftsgebäude, ein Exerzierhaus, sieben Kraftfahrzeughallen und eine Kraftfahrzeugwerkstatt. Am 1. Oktober 1935 übernahm die Wehrmacht die fertiggestellte Kasernenanlage. Der Bezug durch die neu aufgestellte Panzerabwehrabteilung 22 erfolgte am 15. Oktober 1935. Die Abteilung war ab September 1939 beim Überfall auf Polen als Divisionstruppe der 22. Infanteriedivision beteiligt. Zum 1. April 1940 wurde sie in Panzerjägerabteilung 22 umbenannt. Am 1. September 1939 wurde in Bremen die Panzerabwehrersatzabteilung 20 aufgestellt, die zum 1. April 1940 in Panzerjägerersatzabteilung 20 umbenannt wurde und am 15. Mai 1941 nach Hamburg-Harburg verlegte.

## Nutzung nach dem Ende des Zweiten Weltkriegs
Nach Kriegsende wurden Teile der Kaserne an Handwerks- und Industriebetriebe vermietet. Ab November 1947 dienten vier im Monat zuvor von der Militärregierung freigegebene Kasernengebäude zudem als Flüchtlingslager, später als Wohnungen. Ab 1961 belegte die Bundeswehr den Standort. Folgende Stäbe, Verbände, Einheiten und Dienststellen der Bundeswehr waren im Mobilmachungsstützpunkt Huckelriede am Huckelrieder Platz der Cambrai-Kaserne stationiert:
| Einheit                                                            | Stationierung ab | Herkunft        | Stationierung bis  | Verbleib                                                                                    |
| ------------------------------------------------------------------ | ---------------- | --------------- | ------------------ | ------------------------------------------------------------------------------------------- |
| Fernmeldezug 20 (Geräteeinheit)                                    | 1. März 1963     | neu aufgestellt | 30. September 1994 | aufgelöst                                                                                   |
| 5./Nachschublehrbataillon 130 (Geräteeinheit)                      | 1. Oktober 1968  | neu aufgestellt | 30. September 1972 | aufgelöst                                                                                   |
| Reservelazarettgruppe 7213 (Geräteeinheit)                         | 1. Oktober 1977  | neu aufgestellt | 31. Dezember 1994  | aufgelöst                                                                                   |
| Jägerbataillon 117 (Geräteeinheit)                                 | 1. Oktober 1981  | neu aufgestellt | 1992               | aufgelöst                                                                                   |
| Instandsetzungstrupp Mobilmachungsstützpunkt 723/1 (Geräteeinheit) | 1. Oktober 1984  | neu aufgestellt | 30. September 1994 | aufgelöst                                                                                   |
| Krankenkraftwagenkompanie 720 (Geräteeinheit)                      |                  | neu aufgestellt |                    | aufgelöst                                                                                   |
| Feldersatzbataillon 35 (Geräteeinheit)                             |                  | neu aufgestellt |                    | verlegt nach Verden (Aller), Mobilmachungsstützpunkt, dort zum 30. September 1993 aufgelöst |
| Heimatschutzkompanie 2001 (Geräteeinheit)                          |                  | neu aufgestellt |                    | aufgelöst                                                                                   |
| Heimatschutzkompanie 2002 (Geräteeinheit)                          |                  | neu aufgestellt |                    | aufgelöst                                                                                   |
| Heimatschutzkompanie 2003 (Geräteeinheit)                          |                  | neu aufgestellt |                    | aufgelöst                                                                                   |
| Heimatschutzkompanie 2411 (Geräteeinheit)                          |                  | neu aufgestellt |                    | aufgelöst                                                                                   |
| Heimatschutzkompanie 2412 (Geräteeinheit)                          |                  | neu aufgestellt |                    | aufgelöst                                                                                   |
| Sicherungszug 7241 (Geräteeinheit)                                 |                  | neu aufgestellt |                    | aufgelöst                                                                                   |

## Konversion

### Ehemalige Unterkunfts- und Stabsgebäude
Nach Ende des Kalten Krieges, der im Zwei-plus-Vier-Vertrag festgelegten Obergrenze der Bundeswehr und der Deutschen Wiedervereinigung zeichnete sich eine Truppenreduzierung und Verringerung der Standorte ab. Zudem waren durch die Geräteeinheiten nur Teile der Cambrai-Kaserne genutzt. Eine bremische Wohnbaugesellschaft erwarb 1991 vier Kasernenblöcke, modernisierte sie und errichtete zwei neue Wohnbauten auf dem Gelände. Ein Bebauungsplan wurde zunächst nicht erstellt.

### Gewerbegebiet Huckelriede im Westteil der Kaserne
Am 3. Mai 1984 beschloss die Stadt Bremen einen Bebauungsplan Nr. 1808 für ein Gebiet zwischen Buntentorsdeich und Werdersee, beiderseits der Straßen Am Dammacker und Franz-Grashof-Straße. Zwischen Januar 1991 und Dezember 1995 untersuchte die Bundesforschungsanstalt für Landeskunde und Raumordnung im Rahmen einer Modellstudie „Konversion – Städtebauliche Möglichkeiten durch Umwidmung militärischer Einrichtungen“ das ehemalige militärische Areal in Bremen-Huckelriede. Am 5. Juni 1997 wurde der Geltungsbereich auf ein Gebiet zwischen Buntentorsdeich, Buntentorsteinweg, Deichschartweg, Werdersee, Max-Eyth-Straße, Niedersachsendamm und Boßdorfstraße erweitert. Zugleich wurde die Teilung der Bebauungsplanung beschlossen. Der Bebauungsplan 1808B sollte für ein Gebiet in Bremen-Neustadt zwischen Buntentorsdeich (einschließlich), Am Dammacker (z. T. einschließlich), Werdersee, Max-Eyth-Straße (z. T. einschließlich) und Niedersachsendamm gelten und erfasste somit die westlichen Teile der ehemaligen Cambrai-Kaserne. Nach zwei öffentlichen Auslegungen 2003 und 2005 fasste der Senat am 14. Februar 2006 und die Stadtbürgerschaft am 21. März 2006 den Beschluss über den Bebauungsplan, der am 12. April 2006 im Amtsblatt bekanntgemacht wurde. Für den südwestlichen Teil des Plangebiets sieht der Bebauungsplan vier Gewerbeflächen, Erschließungsstraßen und entlang von Buntentorsteinweg und Am Dammacker öffentliche Grünanlagen vor. Bereits 2002 war die Baufeldfreimachung weitestgehend abgeschlossen. Zwischen 2002 und 2006 erfolgte die Erschließung des Gebiets sowie die Ansiedlung erster Unternehmen. Heute bestehen hier ein Stahl- und ein Maschinenbauunternehmen, ein Kraftfahrzeughandelsbetrieb, ein Hersteller von Multiplier sowie zwei Wartungsunternehmen für Kraftfahrzeuge und für Kompressoren. Das Gewerbegebiet Huckelriede umfasst etwa 14 Hektar.

### Wohnquartier Cambrai-Dreieck
Schon vor 1995 plante die Wohnbaugesellschaft mit der Stadt Bremen, die 1991 bereits die Unterkunfts- und Stabsgebäude der Cambrai-Kaserne erworben hatte, das südlich anschließende freie Grundstück für weitere Wohnbauten und ein Dienstleistungszentrum zu nutzen. Dies kam jedoch nicht zur Umsetzung. Im Rahmen einer von der Stadt Bremen beauftragten vorbereitenden Untersuchung wurde in einem Ergebnisbericht vom Dezember 2006 die Überbauung eines im Südosten des ehemaligen Militärgeländes gelegenen dreieckigen, 15.730 m² umfassenden Bereichs nördlich des Huckelrieder Parks empfohlen, der bisher unbebaut geblieben war. Im Dezember 2008 beschloss die Bremer Bürgerschaft die Ausweisung eines Sanierungsgebietes „Huckelriede / Sielhof“, das diese Fläche einschloss. Im Juni 2009 erfolgte eine Bürgerbeteiligung zur Entwicklung des Stadtteils Huckelriede, die in ein „Bürgergutachten“ mündete. Der Städtebauliche Rahmenplan vom Juni 2011 sah bereits eine Bebauung mit vier Geschosswohngebäuden vor. Am 9. Februar 2012 fasste die Stadt Bremen den Beschluss zur Aufstellung des Bebauungsplans Nr. 2429 für ein Gebiet in Bremen-Neustadt zwischen Niedersachsendamm, Buntentorsdeich, östlich Max-Eyth-Straße und südlich Sophie-Germain-Straße. Durch die Entscheidungen des Senats vom 28. Januar 2014 und der Bürgerschaft vom 25. Februar 2014 wurde der Bebauungsplan verabschiedet und am 11. März 2014 im Amtsblatt verkündet. Der Bebauungsplan legt im Wesentlichen Flächen für allgemeines Wohnen sowie für Stellplätze, Garagen, Nebenanlagen, einem Heizkraftwerk und für Entsorgung fest, wobei ein Quartierszentrum und eine Kindertagesstätte ebenfalls vorgesehen waren. Etwa 100 Wohneinheiten sollten entstehen, für 45 von ihnen lag bereits eine städtebauliche Verpflichtung eines Investors vor. Bereits mit Grundsteinlegung am 7. April 2015 begannen die Arbeiten am Quartierszentrum, die am 25. Oktober 2016 ihren Abschluss fanden. Auf insgesamt 8319 Quadratmetern Bruttogeschossfläche entstanden neben 47 behindertengerechten Wohnungen mit Tiefgarage insbesondere eine Kindertagesstätte, ein Café, Gruppen- und Beratungsräume sowie ein Wohn- und Unterstützungsbereich. Zudem entstanden 39 Wohnhäuser.